# Vitjaz Podolsk
Vitjaz Podolsk (Russisch: ФК Витязь) is een Russische voetbalclub uit Podolsk. De club werd in 1996 opgericht en werd professioneel in 2001. In 2007 promoveerde de club naar de eerste divisie (tweede klasse). In 2009 gaf de club na financiële problemen zijn licentie op en ruilde met Rotor Volgograd van divisie.